# Рахмат Файзі
Рахмат Файзі (Файзієв Рахмат Файзійович) (1918 — 1988) — узбецький радянський письменник і сценарист, народний письменник Узбецької РСР (1978).

## Біографія
Народився 10 вересня 1918 року в Ташкенті у сім'ї ремісника. По закінченні школи навчався у ФЗУ при Ташкентській залізниці. Згодом навчався в електромеханічному технікумі.
В різні роки працював у редакціях газет «Ленин учкуни», «Еш ленинчи», «Фрунзевец», «Кызыл Узбекистони». З 1951 по 1954 роки завідувач відділом у журналі «Шарк юлдузи». У 1957—1959 роках — редактор газети «Узбекистон маданияти».
У 1962—1965 роках — головний редактор сценарно-редакційної колегії кіностудії «Узбекфільм».
З 1965 по 1974 роки — заступник голови правління Спілки письменників Узбекистану. З 1972 року — член правління Спілки письменників СРСР.
У 1974 році очолював Узбецьке відділення Всесоюзної Агенції з охорони авторських прав.
Друкуватись почав з 1938 року. Твори письменника присвячені сучасності.
Мешкав у Ташкенті. Помер 18 січня 1988 року.

## Літературні твори
- «Тўёна // Весільний подарунок» (нариси і оповідання, 1950)
- «Чўлга баҳор келди // В пустелю прийшла весна» (роман, 1951);
- «Биринчи баҳор // Перша весна» (повісті і оповідання, 1951);
- «Шоҳи дар парда // Шовкова штора» (повісті і оповідання, 1958);
- «Кишиларимиз қиссаси // Повість про наших людей» (повість, 1959);
- «Ҳазрати инсон // Його величність Людина» (роман, 1970) — премія ЦК ВЦСПС і Спілки письменників СРСР;
- «Поклон» (нариси і оповідання, 1975) та інші.

## Фільмографія
Рахмат Файзі є автором сценаріїв до фільмів:
- Ти не сирота (1962);
- Де ти, моя Зульфія? (1964).

## Нагороди і почесні звання
- Заслужений діяч мистецтв Узбецької РСР (1968).
- Заслужений діяч культури Польської Народної Республіки (1977).
- Народний письменник Узбекистану (1978).

Нагороджений орденами і медалями СРСР.